# Catocala consors
Catocala consors là một loài bướm đêm thuộc họ Erebidae. Nó được tìm thấy ở Maine và Connecticut phía nam đến Florida và phía tây đến Texas và miền đông Oklahoma.
Sải cánh dài over 70 mm. Con trưởng thành bay từ tháng 4 đến tháng 7 tùy theo địa điểm. Có một lứa một năm.
Ấu trùng ăn các loài Amorpha fructicosa và Carya.

## Phụ loài
- Catocala consors consors
- Catocala consors sorsconi (Maine)